# 東日本大震災に対する日本国外の対応

東北地方太平洋沖地震に対して支援を表明した国の地図

東日本大震災に対する日本国外の対応（ひがしにほんだいしんさいにたいするにほんこくがいのたいおう）では、東北地方太平洋沖地震（東日本大震災）に対する日本国外の対応について記述する。東日本大震災で大きな被害を受けた日本に対し、2011年5月2日の時点で、国連に加盟する191か国の国および幾つかの国や地域、約43の国際機関等からの支援の申し入れや見舞いの言葉があった。参議院では4月15日に「東日本大震災に対する国際的支援に感謝する決議」が、衆議院では4月22日に「東日本大震災への国際的支援に対する感謝決議案」が、いずれも全会一致で可決された。

## 国際組織

### 国連機関
- 国際連合：潘基文事務総長は震災が発生した2011年3月11日、緊急に記者会見し「日本からの映像を見て世界はショックを受け悲しんでいる」と述べ、日本国民と政府に対し深い哀悼の意を表明した。また、「日本は世界中の困っている人を援助してきた最も寛大で強力な援助国の一つだ」と称え、「今回は国連が日本国民を支援し、日本国民の力になりたい。できることは何でも、全てやるつもりだ」と語り、救援に乗り出す方針を表明した[5]。
  - また、国連は各国救援隊の活動を調整する国連災害評価調整チーム（英語版） (UNDAC) の即時派遣を日本政府に打診した[6]。
  - 国際連合人道問題調整事務所 (OCHA) ：世界の災害に対応する国際捜索・救助慰問グループ（英語版） (INSARAG) を組織するOCHAは3月11日、世界で35の国際緊急援助隊が派遣準備に入ったと発表した。OCHA広報官は「いつでも派遣できる姿勢で救助・支援の内容は日本の要請を待って決める」と表明した[7]。
  - 国際連合難民高等弁務官事務所 (UNHCR) ：駐日事務所の職員を国連災害評価調整チームに派遣した他、支援物資としてソーラーランプ約1,800個の提供を行った[8]。
  - 国際連合世界食糧計画 (WFP) ：職員27名を派遣。救援募金を寄付。被災地に支援物資の保管や事務作業を行うための45張の大型テントならびに36棟のプレハブ事務所を設置。TNT、UPS、A.P. モラー・マースクといった物流企業と連携し、各国または企業から提供された救援物資を被災地に輸送する活動を行った。宮城県の要請を受けマレーシアの備蓄庫から高カロリービスケット50トンを提供。日本人職員4名がジャパン・プラットフォームと連携し、NGOの活動支援を行った。[9]。
  - 国際連合児童基金 (UNICEF)：各企業と連携し、店頭やクレジットカード、チャリティー商品の販売、インターネット等において募金受付を行った。また、支援物資や募金の提供と共に、震災被害により失われた学校備品や、児童生徒の学用品・教育教材、児童用の絵本等を、被災した小中学校へ支援した。
  - 世界銀行グループ (WB) ：支援を表明するとともに東日本大震災における被害総額を試算し、2,350億ドル（約20兆円）となる見通しを明かした。同年10月7日、日本政府と連携し、災害リスクの管理と復興への教訓等を共有するためのプロジェクト「大規模災害からの教訓」を立ち上げた[10]。
    - 世界銀行FTI：世界銀行ファスト・トラック・イニシアチブはステートメントにおいて日本に対するお見舞いの意を寄せた。

  - 国際電気通信連合 (ITU) ：迅速な復興に協力するため、インマルサットシステムによる衛星電話ならびに携帯電話基地局を提供する用意があることを表明し、被災地に向け、衛星移動通信端末等を貸与した。
  -  国際連合教育科学文化機関 (UNESCO) ：被災により就学が困難になった子供を対象としたユネスコ協会就学支援奨学金を同年10月より実施。また、津波による被害で流された岩手県山田町相撲場を文化復興のため、横綱白鵬ら力士や協賛者から支援を受け、再建工事を行った。
    - UNESCO世界遺産センター[11]：必要な場合は支援を行う用意があることを表明し、世界遺産・候補の震災被害ならびに余震影響の調査を行った。

  -  世界保健機関 (WHO) ：3月31日から放射能専門家を待機させ、放射能による人的被害や食の安全性、また、渡航情報、健康の影響などといったリスクを調査し、日本政府に対し、専門知識や助言を提供した。
  - 包括的核実験禁止条約機構準備委員会 (CTBTO) ：放射能検出のためのモニタリング・ネットワークを有していることを示したうえで支援を表明。群馬県高崎市に設置されるCTBT放射性核種探知観測所において、放射性核種探知を観測し、情報の提供にあたった。
  - 国際連合開発計画 (UNDP)：NPO法人、NGO団体と連携し、被災地の視察や、被災者・支援団体との意見交換、物資の支援や清掃活動等を行った[12]。
    - チーム国連開発計画 ：2012年3月5日、被災地へ派遣した際、膨大な震災ゴミを分別処理した日本の技術を高く評価し「その努力や技術を世界は学ぶべきだ」と述べた[13]。
    - 地球環境ファシリティ (GEF)：震災からの復興に向けた支援を日本政府に対し表明した。

  - 国際連合環境計画 (UNEP)：支援を表明し、2012年3月に日本政府の要請を受け、災害後の被災地帯における廃棄物管理や瓦礫のリサイクル情報等を確認し、情報交換や経験、知識の提供を行う国際専門家によるミッションを実施した。
    - 国際連合環境計画オゾン事務局：事務局から、遺族や行方不明者の家族に対する祈りの言葉が述べられた。

  -  国際労働機関 (ILO) ：支援を表明し、災害対応・復旧活動における労働安全衛生についての情報を提供した。
  - 国際連合人間居住計画 (UN-HABITAT) [14]：2012年3月、バビダットは日本政府の支援を受け岩手県・宮城県・福島県の6市4町を訪問し、2004年のスマトラ沖地震等を経験した専門家を派遣し、復興支援に取り組むためのワークショップ「コミュニティを主体とした復興プロセス」を開始した[15]。
  - 国際連合人口基金 (UNFPA) ：国連システムと調整の下、できる限りの支援を行う用意があることを述べ、ジョイセフや地域の助産婦らと協力し、女性の生活支援のためのキットを作成。スキンケア、下着、サニタリー用品、靴下など5,000パッケージを被災者に提供した[16]。
  - 世界貿易機関 (WTO)： [17] WTO事務局は日本政府に支援を表明している。また、日本政府は3月29日ならびに6月30日にジュネーヴで開かれたWTO会合において、風評被害による輸入規制について過剰な反応を避けるよう要請した[18][19]。
  -  国際連合食糧農業機関 (FAO)：IAEA、WHOと共に3機関で合同声明を発表し、それぞれの機関が保有している食の安全に関しての知識の元において、日本ならびに被災地に対し支援提供を行っていくとの旨を述べた[20]。
  -  万国郵便連合 (UPU) [21]：日本郵政と共に破壊または損傷した郵便局の調査を行い、330の郵便局が被害を受けたことを明らかにした。また、被災地に完全な郵便サービスを提供するための支援を行った。
  - 国際連合ボランティア計画 (UNV)：被災地支援に向け、国連学生ボランティア参加者が中心となった「Heart on Coin 〰絆プロジェクト」を立ち上げ、ボランティアによる被災地への様々な支援活動、ならびに国外から送られたメッセージや義援金を直接被災地へ届ける活動を行った[22]。
  - 国際麻薬統制委員会 (INCB) ：日本政府に対し、支援の準備があることを表明した。
  - 世界観光機関 (UNWTO)：震災直後、外国人観光客が激減するなかで、4月15日「日本への観光は安全」とする声明を発表し、放射性レベルの影響等の具体的な調査結果を報告した[23]。また、宮城県仙台市といった震災後の被災地において観光復興国際シンポジウムを開催し、観光復興に向けての支援を行った[24]。野田佳彦総理大臣は同年10月4日、首相官邸においてUNWTOからの支援に謝意を表明し、観光立国としての推進にしっかりと取り組んでいく旨を述べた。タリブ・リファイ事務局長は、世界旅行ツーリズム協議会（WTTC）とも協力し、今後も観光産業の復興に向け支援していく意向を表明した[25]。
  - 国際通貨基金 (IMF) ：数多い尊い命が失われたことに深い悲しみの意を表明し、世界銀行グループや欧州復興開発銀行といった各地開発銀行と共に総額5千万円以上相当の寄附金を寄せた。また、同年7月19日、日本に関する年次審査報告書を発表し、東日本大震災後の財政政策について「被害に遭ったインフラの復旧と速やかな景気回復を促すことが喫緊の課題」と強調し、国債発行を抑制するため税制措置で財源を確保することが望ましいとの見解を示した。
  -  国際民間航空機関 (ICAO)：事務局は哀悼の意を表すると共に、日本発の航空機が海外で貨物の荷役を拒まれていることや、外国の航空会社が成田空港を回避している問題を受け、空港の機能状態とその周辺の安全の確認や放射能物質の濃度を確認し、「日本への渡航制限はない」とした渡航情報を、3月19日ならびに21日に発出し[26]、4月1日には調査結果を発表した[27]。
  -  国際海事機関 (IMO) ：哀悼の意を述べると共に、日本港湾での調査を開始、各海運会社に対し国土交通省の安全航法指針に従うべきとの指示を出し[28]、3月24日付けで「放射能による健康被害はない」との調査報告を締約国に向けて回章した。また、4月1日には「放射線による健康被害及び輸送安全性への被害はない」との声明を発出し、4月15日にはこれまでの調査結果をまとめた「日本発着の旅行及び輸送に関する現況」を報告した[29]。
  - 国際連合人権高等弁務官事務所 (OHCHR)：事務局は哀悼の意を表明し、同年6月に専門家を派遣。数回にわたり震災後の人権問題についての公演を行った。
  -  国際連合気候変動枠組条約事務局 (UNFCCC)：クリスティアーナ・フィゲレス事務局長は、言葉に尽くしがたい驚きと哀しみを表明し、事務局スタッフ一同の心からのお悔やみとお祈りを伝えるメッセージを寄せた[30]。
  - UNウィメン：チリ地震当時大統領を務めていたバチェレ事務局長は、非常に心を痛め、犠牲者と家族に弔意を表したいとの意を、国連代大使ならびに日本政府に伝えた。
  - 化学兵器禁止機関 (OPCW)：ウズムジュ事務局長が代表し、人命の甚大な損失や人々の負傷ならびに家屋・社会基盤の消失に対し、心からの哀悼とお見舞いの意を伝えた。
  -  世界気象機関 (WMO)：震災後の日本気象庁の特筆すべき貢献に敬意を表明。また、「緊急対応行動プログラム」に基づき、日本、中国、ロシアの気象機関が大気の監視で連携したことを明らかにし、IAEAへの報告に向けて、日本周辺の放射性物質の拡散状況や、大気、風の動きの常時監視を行った[31]。
  -  国際連合エイズ合同計画 (UNAIDS)、国際連合工業開発機関 (UNIDO)、生物多様性条約事務局 (CBD) が日本政府に宛て哀悼と見舞いの意を伝えている[32]。

### 国際機関
- 国際原子力機関 (IAEA) ：原子力災害対策特別措置法に基づく原子力緊急事態宣言が発令された福島第一原子力発電所に関連して、「いかなる技術的な支援も提供する用意がある」と発表した[33]。その後天野之弥事務局長が3月14日夕方（日本時間15日未明）に会見し、技術支援の為、日本から専門チーム派遣要請を受けたと明らかにした。援助チーム編成は日本側と協議して決定する。そして天野事務局長は、「将来、事故の意味を評価する必要がある」として、原発事故に関しての調査団を派遣する可能性を示唆した[34]。
- 国際移住機関 (IOM) ：法務省入国管理局と連携し、被災した外国人への在留期間の延長や安否確認、帰国の調節といった支援活動を行った[35][36]。
- 経済協力開発機構 (OECD)：復興支援の一環として、被災地でのイベントやワークショップの開催等に助力した[37]。
- 国際エネルギー機関 (IEA) ：震災に伴う原発事故を受け、支援を表明すると共に、原子力不足分を補うだけの電力があるかの調査を開始した。結果、石油火力発電が、それらの不足分を補うだけの十分な余剰能力を有するとの見解を示した[38]。
- 世界税関機構 (WCO)：支援を表明すると共に、震災後の日本の取り組みを評価し、輸入国での不適当な制限を牽制した[39]。
- 北大西洋条約機構 (NATO)：アナス・フォー・ラスムセン事務総長は支援を表明し、被災者に対する深い共感や、日本に向けて称賛やエールを送ると共に「NATO即応部隊」の災害への対応能力を高めるための訓練強化を行う意向を表明した[40]。
- 国際科学技術センター (ISTC)：支援を表明。2012年2月5日には被災地の福島県福島市において「福島復興セミナー」を[41]、同年3月9日には郡山市で「農業および土壌の放射能汚染対策技術国際研究シンポジウム」（農水省、ウクライナ科学技術センター（英語版）(STCU)と主催）といったセミナーを[42]開催している。
- 国際熱帯木材機関 (ITTO)：支援を表明し、主催するフェスタに被災地や被災者を支援するゾーンの設置を行った。また、復興資材の供給を加盟国に呼び掛けた。これに西アフリカのトーゴ共和国が応じ、約36万立方メートルのチーク原材を支援した。この支援資材は2012年2月22日に名古屋港で検品会が行われ、ベンチとなり被災地へ送られることとなった。被災地への提供を行った日本木材青壮年団体連合会の落合賢治会長は「トーゴからの支援、世界からの思いやりの気持ち、思いをつなげたい」と感謝の意を表した[43]。
- ガス輸出国フォーラム（英語版） (GECF)：事務局は、日本政府がLNG供給を求めた場合、引き受ける準備が整っていることを述べ、また、日本政府ならびに被災者に対し、深い同情と誠実な哀悼の意を述べ、迅速な復旧に向けての連帯を表明した[44]。
- エネルギー憲章条約事務局 (ECT) [45]：メルニエ事務局長はプレスリリースにおいて、被災者及び日本政府に哀悼の意を表明すると共に、復興に向けた支援を表明した。
- 黒海経済協力機構 (BSEC) [46]、国際電気通信衛星機構 (ITSO)、国際刑事警察機構 (ICPO) [47]などの国際機関も相次いで援助を表明した。
- 国際自然保護連合 (IUCN)：マートン・ルフェーブル事務局長は、救援や復興の活動が成果をあげた後、環境の回復に向け支援を行う用意があることを表明した。
- 石油輸出国機構 (OPEC)：エル・バドリ事務局長は、OPEC加盟国及びに職員を代表し、お見舞いの意を述べた。
- 世界エイズ・結核・マラリア対策基金 (GFATM)、イスラム諸国会議機構 (OIC) [48]などの国際機関が日本政府に宛て哀悼と見舞いの意を伝えている[32]。
- アラブ連盟：5月8日にエジプトの首都カイロで徳永久志外務政務官と会談したアラブ連盟のアムル・ムーサ事務局長は、東日本大震災の被災者にお見舞いの言葉を述べた[49]。

### NGO
菅直人内閣総理大臣は、2011年3月22日の時点で、670以上のNGO等からの支援の申し入れや見舞いの言葉があったことを首相官邸のホームページで明らかにした。
- 赤十字国際委員会 (ICRC)：日本政府に支援を表明し、支援活動と共に、日本赤十字社と連携し、無料の被災者安否確認サイト「Family Links（ファミリー・リンク）」を開設した。「東日本大震災に対する支援活動#伝言・消息情報」も参照。
- 国際赤十字赤新月社連盟 (IFRC)：各国の赤十字社と連携し日本赤十字社の活動をサポート。要請に応じて国内外から集められた救援金や活動資金の提供を行った。
- 国際家族計画連盟 (IPPF)：ジル・グリア事務局長は表敬の意を表明し、ジョイセフを通じて被災者支援を実施した[32]。
- オックスファム、セーブ・ザ・チルドレンなどの組織が支援を表明している。

### その他の組織
- ラムサール条約事務局：震災による被害を受けた湿地や、それに付随した生活の再生等に関わる支援を表明した。
- ワシントン条約事務局 (CITES)、国際穀物理事会（英語版） (IGC) などの組織がお見舞いのメッセージを寄せている。
- 社会主義インターナショナルのルイス・アヤラ事務局長は、日本の福島瑞穂社民党党首にあて、震災へのお見舞いのメッセージを送った[51]。

## 中南米

### 中央アメリカ
- メキシコ：フェリペ・カルデロン大統領は「地震で被災した日本の方々を心から哀悼する」とコメントし[52]、支援を申し入れ[53]、12名のレスキュー隊員及び救助犬6匹が3月14日に日本に到着、同月17日まで宮城県名取市にて救助活動を行った[54]。ビルの構造の専門家3人も派遣する[55]。また、支援物資として保存食料約8.4トン、衛生物品3.4トン、飲料水6.8トンの提供を決定、3月27日に日本に到着した[56][57]。
- グアテマラ：4月11日にエスコベド・グアテマラ大使から、哀悼と連帯の表敬を受けた。またグアテマラ政府は、保存食パック15,008キット、栄養ドリンク15,000個、飲料水10,008本もの支援物資を被災地に提供した[58]。
- エルサルバドル、 ニカラグア、 パナマ、 ホンジュラス[59]も支援を表明した。
- ベリーズは菅総理に、 コスタリカは明仁天皇および菅総理に宛てた御見舞文を送り、哀悼の意を表明した[32]。

### 南アメリカ
- ベネズエラ：ウゴ・チャベス大統領は、緊急人道支援として救助隊や物資を送る準備をしていると表明し、復興にも協力する意向を示し[52]、3月24日には毛布167束、ミネラルウォーター約2.8トン、鰯缶及びマグロ缶10トン等の支援物資を贈った[60]。
- ブラジル：同国外務省は日本に25万人以上の在日ブラジル人が住んでいることに触れ「ブラジル政府と国民は連帯と最大限の哀悼の意を表する」との声明を発表し[52]、50万ドルの義捐金を日本赤十字社に寄付することを決めた[61]。また、同国は最大の海外日系人コミュニティーを誇り、現地の日系人団体が奔走した結果、約6億円の義捐金が集まった[62]。
- チリ：支援を表明している。昨年大地震に見舞われた同国では政府が初動態勢をとった。また、イースター島では避難命令が出された[63]。
- エクアドル：支援を表明している。同国もガラパゴス諸島や沿岸部に津波警報が出され、ラファエル・コレア大統領は「落ち着いて高台に逃げて下さい」と自国民に対して呼びかけを行った[64]。
- ウルグアイ：ホセ・ムヒカウルグアイ大統領、アルベルト・ブレチア（スペイン語版）ウルグアイ大統領府長官（スペイン語版）、ルイス・ロサディージャ（スペイン語版）ウルグアイ国防大臣（スペイン語版）が弔問記帳のため在ウルグアイ日本国大使館（ドイツ語版）を訪問したほか、ルイス・アルマグロ（スペイン語版）ウルグアイ外務大臣（スペイン語版）をはじめ多数のお見舞いの言葉を頂く[65]。ウルグアイ政府は支援物資として、ウルグアイと日本の国旗、「日本の皆様が元気になりますように。」「Health to the people of Japan.」のメッセージが書かれた特別包装されたコンビーフ缶4600缶を提供した[66][67]。これは、ODAの一環として、日本はウルグアイから、食肉の安全を守る技術を学ぶ研修員を1978年から受け入れており、日本での研修事業へ多数の研修員を派遣しているウルグアイ食肉協会（スペイン語版）の協力を受けて実施されたものであり[68]、ウルグアイ食肉協会（スペイン語版）は、「研修事業を通じて日本への愛着が培われた」と話している[66]。2011年3月12日~3月13日、プリメーラ・ディビシオンとセグンダ・ディビシオン・プロフェシオナルのすべての試合開始前に、被災者に対して黙祷が捧げられた[69]。2011年3月17日、ウルグアイ赤十字社が、義援金寄付のために口座を開設し、募金を呼びかける共同記者会見を行った[69]。2011年3月24日、在ウルグアイ日本国大使館（ドイツ語版）で、ウルグアイ剣道・居合道協会の発案により、被災者激励のための集会が行われ、激しい風と霧雨のなか、20人ほどが参加し、ろうそくをともした後に被災者のための黙祷が行われた[69]。2011年3月30日、約100名の現地小学校生徒が被災者のために折った千羽鶴が日本大使館に届けられた[69]。2011年3月30日、在ウルグアイ日本国大使館（ドイツ語版）にて、フアン・ソリージャ・デ・サン・マルティン小学校の生徒約150人と保護者約20人が、東日本大震災の被災者を激励する「日本、応援しています（"Japón te abrazamos(Japan, We hug you)"）」と銘打った支援行事を実施し、折鶴と「日本、応援しています（"Japon te abrazamos(Japan, We hug you)"）」と書かれた応援の幕を在ウルグアイ日本国大使館（ドイツ語版）駐車場の壁に貼り、日本をハグするとのコンセプトで、手をつないで在ウルグアイ日本国大使館（ドイツ語版）の外周を囲んだ[69][70]。2011年4月7日、ホセ・アルティガス青少年楽団が、チャリティ・コンサートを実施した[69]。2011年4月8日、ショッピングセンターが、小学生の折鶴展示会を開催[69]。展示会場には、鶴を折るスペースと折り方を記した紙も配置され、参加者に「私は日本のために鶴を折りました」と書かれたデカールが贈呈され、鶴を折った小学生は「千羽鶴の持つ意味を知り、日本が早く元気になるようにとの気持ちを込めて折った」と述べた[69]。2011年4月14日、ホセ・アルティガス青少年楽団が「日本に捧げるコンサート」を開催し、黙祷と君が代の演奏が行われた[69]。2011年4月27日、モンテビデオ日本庭園で、日本人会が主催した追悼式に、モンテビデオ県のリベロ副知事をはじめとする人間の安全保障無償資金協力の被供与団体や日本での研修に参加した研修員など日本と関連のある市民約200人が参加[68][69]。佐久間健一大使からは、日本人会のイニシアチブとウルグアイの方々の温かい気持ちに対して感謝の気持ちが述べられるとともに、東日本大震災を通じてこれまでの良好なウルグアイと日本の関係が更に強固なものになったと感じている旨の発言があった[71]。リベロ副知事は「日本には、これまでの多くの困難を乗り越えて現在のような発展した社会を築いてきた経験がある。私は、日本が必ずや再度復活すると信じている」と述べた[69]。2011年5月5日、ウルグアイ政府から50万米ドルの義援金が日本赤十字社に提供された[65]。2011年5月26日、外務省 (ウルグアイ)（英語版）職員より、5月5日に開催された外務省 (ウルグアイ)（英語版）主催のチャリティ・コンサートの収益と、チャリティ・コンサートで展示された日本の写真20点が在ウルグアイ日本国大使館（ドイツ語版）に手渡された[69]。
- アルゼンチン：援助を表明[72]。ティメルマン外務大臣は4月11日、弔意と連帯を表明するため訪日。松本剛明外務大臣は会談で、アルゼンチン側からの様々な支援に感謝の意を述べた[73]。
- ペルー：支援を申し出[59]、3月18日を「追悼の日」と定めた[74]。
- パラグアイ：日系パラグアイ人農家を中心に「100万丁豆腐プロジェクト」として100万丁分の原料の大豆、製造加工費を日本へ支援した[75]。福島第一原子力発電所事故を理由にパラグアイに移住する日本人を受け入れている（1959年に締結された日本の国策による移民協定は、1989年に効力が無期限延長に改定され、85000人の日本人が受け入れ可能となっている[76]）[77][78]。
- コロンビア、 ボリビア、 スリナム[59]：支援を申し出た。
- ガイアナ：菅総理に宛て、哀悼と御見舞の意を寄せた[32]。

### カリブ海諸国
- キューバ：ラウル・カストロ国家評議会兼閣僚評議会議長ならびにアラルコン人民権力全国議会議長は日本政府に向けて哀悼と支援を表明した[79]。同年9月22日、首都ハバナにおいて、犠牲者追悼クラシックコンサートが開催された[80]。12月2日には熱海市において、キューバ大使館主催のキューバ人ミュージシャンによる東日本大震災復興コンサートが開催された。日本政府は震災後のキューバとの連帯に感謝し、2012年3月10日にハバナにおいて、震災時の写真展を開催。ボランティア活動や復興に向けての様子を展示した[81]。
- ドミニカ共和国：[47]フェルナンデス大統領は日本政府に向けて支援を表明している。同国では数回にわたり日本に向けての追悼ミサが主催され[57]、また、現地の子どもから日本の被災地の子どもに向けた約250通ものメッセージが福島市の鳥川保育園に届けられた[82]。
- ジャマイカ：政府は支援を表明[47]。ジャマイカでは、同国の小〜高等学校の生徒代表が日本大使館を訪れ、千羽鶴や応援メッセージを届けた。また、トリニダード・トバゴ人の芸大学生や、バルバドス出身の詩人[注 3]から、震災をモチーフにした芸術作品や、原発事故に対する詩・書簡といったものが大使館に届けられた。著名なジャマイカ人レゲエアーティスト15名[注 4]が日本へのチャリティーソングを発表し、応援歌をインターネットで販売。全ての売上を被災地に寄付した[57]。
- ハイチ：ハイチ政府は支援を表明[45]。ル・ヌーヴェリスト紙は一面で、ハイチ人の日本人への連帯と友情、お見舞いの意を表す記事を掲載。また、同国の計7校から折り鶴が見舞われ、ベゾス家族財団から鶴1羽につき2ドルが拠出され、NGO団体アーキテクチャー・フォー・ヒューマニティーを通じて被災者に届けられた[57]。
- グレナダ：グレナダ外務省は3月14日、同情と哀悼の意を示すとともに、グレナダは日本から建設や漁業の面で支援を受けていることもあり、グレナダ政府もまた、日本の政府と被災者を可能な限り支援する用意があることを表明した[83]。
- トリニダード・トバゴ：プレスリリースに声明を出し、支援を表明。トリニダード・トバゴの文化省と教育省が国内で追悼チャリティーコンサートを実施し、収益を赤十字に寄付した。また、西インド諸島大学の学生が日本に向けての募金活動を行い、同国の著名なミュージシャンは日本で被災地支援のためのチャリティ・コンサートを行うことを企画した[57]。
- アンティグア・バーブーダ：ボールドウィン・スペンサー大統領は、復興への希望と日本との連帯感を述べ、日本政府に向け支援を表明した[32]。
- セントビンセント・グレナディーン：ラルフ・ゴンサルベス首相は、セントビンセントと日本の強い連帯を示し、同国自身あるいはカリブ共同体と連携し、可能な範囲で必要に応じ支援していくことを表明。日本政府と国民に対し哀悼の意を捧げた[32]。
- セントルシア：セントルシア政府は、日本ならびに被災地へ見舞いの意を伝えると共に、支援を行う意向があることを表明した[32]。
- セントクリストファー・ネイビス：デンジル・ダグラス首相はプレスリリースにおいて日本との連帯を表明し、カリブ海地域において国際社会のモデルであり続ける日本に、限られた資源で可能な限りどのような方法でもサポートする準備があるということ、また、最高の配慮と深い同情の元、祈り続けると表明した[84]。
- ドミニカ国：ニコラス・リヴァプール大統領は、天皇ならびに菅直人総理に、それぞれ御見舞文を送り、哀悼の意を表明した[52]。
- バハマ：ヒューバート・イングラハム首相はプレスリリースにおいて、バハマが同年1月に日本と租税情報交換協定を締結したことを挙げ、日本との関係の広がりと強化、必要とするどのような援助も貸す準備があることを述べ、政府と国民を代表して日本と政府と人々に哀悼と弔意の意を表明した[85][86]。

### 中南米の組織
- メルコスール、 カリブ共同体、米州開発銀行らの組織も支援を表明した[47]。
- 中米統合機構 (SICA) ：哀悼と御見舞の意を表明した[32]。

## アフリカ

### 北アフリカ
- アルジェリア：アブデルアジズ・ブーテフリカ大統領からお見舞いの書簡が贈られた他、アルジェリア政府から義捐金として1000万ドルの寄付が行われた[87]。義援金の総額が世界各国で中国に次ぐ6位とアフリカ諸国で突出して多いことについては同国の独立運動を日本人が支援したことにより、歴史的友好関係があることに由来する。
- エジプト：ムハンマド・フセイン・タンターウィー国家元首代行が明仁天皇に宛て弔意を述べ、支援を申し出た[47]。また、エジプト・アラブ共和国政府より，義援金69万3550エジプト・ポンドの義援金が提供された[88]。
- スーダン：オマル・アル＝バシール大統領は、弔意を述べるとともに「これを機会に、過去十数年にわたりスーダンを支援してくれた日本政府に感謝したい」と伝えた。また、ケルティ外相は「スーダンが危機に瀕していた時、支援してくれた日本と同様に、私達の気持ちは災害によって被害を受けた全ての人々と共にある」と述べた[32]。19日には、支援を表明[47]、10万ドルの義捐金の寄付を決めた[89]。
  -  南部スーダン：サルバ・キール・マヤルディ大統領は「この惨事に深い哀悼の意を表し、繁栄と復興を進めることを確信している」と伝えている[32]。
- チュニジアや モロッコは2011年初頭に革命や騒乱で揺れたが、3月14日、それぞれが弔意を述べ、支援を申し出た[59]。
- リビア：中東の衛星テレビ局アルジャジーラは、連日リビア情勢を報道し続けてきたが、3月11日は地震発生直後から速報を流し、リビア情勢は殆ど報じなかった。ベンガジのリビア国民は、自国の戦況よりも日本の震災に強い関心を示していたという[64]。
  -  リビア国民評議会：ムスタファ・アブドルジャリル議長は「日本の人々に心から哀悼の意を表したい」とメッセージを発表した[90]。
- 西サハラ難民亡命政府：4月11日に来日したベイサット駐アルジェリア大使は同月15日に仙台の被災地を訪問した。また、哀悼とお見舞いのメッセージを寄せた[91]。

### 西アフリカ
- ガーナ：ジョン・アッタ・ミルズ大統領より明仁天皇宛にお見舞いが贈られた[92]。
- ガンビア：イサトウ・ンジエ＝サイディ副大統領は「国を挙げて貴国の取り組みを支える。貴国と共にあります」と表明した[32]。
- ナイジェリア：グッドラック・ジョナサン大統領は「我が国はいかなる支援および援助も惜しみません」と表明した[32]。また、義援金3億9459万2725円を寄付した[93]。
- セネガル：支援を表明し、4月20日、義援金1億FCFA (約1800万円) の寄付を行った[94]。
- ニジェール：ニジェール共和国政府は4月19日、義援金2万5千米ドル (約200万円) の寄付を行った[95]。
- マリ：マリ政府は4月20日、支援を表明した[96]。
- モーリタニア：アブデル・アジズ大統領は見舞いの書簡を送ったほか，様々なレベルでのお見舞いの言葉や支援の申し出を行い、政府として義援金1億3850万ウギア(約4570万円)を提供した[97]。
- ギニアビサウ、 コートジボワール、 シエラレオネ、 ブルキナファソ、 リベリア、 カーボベルデ、 ギニア、 トーゴ、 サントメ・プリンシペ、 ベナン：哀悼と御見舞の意を表明した[32]。

### 中部アフリカ
- ガボン：ポール・ビヨゲ・ムバ首相は菅総理に宛て「ガボンは貴国と共に団結する揺ぎ無い気持ちを表明する」と述べ、支援を申し出[46]、100万ドルの義捐金の寄付を日本赤十字社に行うことを決めた[98]。
- 赤道ギニア：50万ドル（約4000万円）の義援金の寄付を行うことを決めた[99]。
- コンゴ共和国：コンゴ共和国は義援金50万ドル (約4000万円) の寄付の表明した[100]。
- コンゴ民主共和国、 カメルーン、 チャド、 ブルンジ：哀悼と御見舞の意を表明した[32]。

### 東アフリカ
- ジブチ：3月13日午前、日本政府に支援を申し出た[101]。ジブチ政府は3月23日を、東日本大震災の被災者に捧げる「日本国民との連帯の一日」と定め、弔問や、哀悼と同情の念を表す大式典を行った[102]。
- ルワンダ：3月15日に支援を申し出た[46]。ルワンダ政府は10万ドル（約800万円）の義捐金をルワンダ赤十字社経由で支援した[103]。
- マダガスカル：3月18日に支援を申し出た[47]。
- タンザニア：義捐金2600万タンザニア・シリング（約140万円）の寄付を行うことを決めた[104]。また、4月9日、在京タンザニア大使館及び在日タンザニア人会の代表が被災地である宮城県名取市役所を訪問し、25万5000円に相当するタンザニア製インスタントコーヒー600缶および、10万円に相当する、缶詰405缶を被災者に寄贈した[105]。
- エリトリア：エリトリア政府は支援を表明し、義捐金5万米ドル（約400万円）の寄付を行った[106]。
- エチオピア：ギルマ・ウォルデギオルギス大統領は、お見舞いの書簡などのほか、3月17日には在エチオピア日本大使公邸で記帳も行った。また、義援金544万5,215.55ブル（約2,500万円）を寄付した[107]。
- ケニア：ムワイ・キバキ大統領、ライラ・オディンガ首相らが見舞いの書簡などを送った。首相のほか、日本でのトレーニング経験のあるマラソンのオリンピック・メダリストらが在ケニア日本大使館を訪問し記帳を行った。また、義援金100万米ドル（約8,000万円）を寄付した[108]。
- コモロ、 セーシェル、 モザンビーク、 ウガンダ、 ソマリア[32] (および プントランド[109]) ：哀悼と御見舞の意を表明した。

### 南部アフリカ
- 南アフリカ共和国：ジェイコブ・ズマ大統領は「南アフリカ政府は提供できるいかなる支援も行う用意がある」と支援を表明した[59]。「レスキュー南アフリカ」は、消防や医療、報道関係者、捜索犬4頭とその指導員などの約50人で構成された援助隊を被災地に派遣することを決定し[110]、3月18日に日本に到着[111]、岩沼市、名取市、石巻市において同月25日まで捜索を続け、同月27日に帰国した[54][112]。4月18日には、日本と南アフリカの二国間で外相電話会談が開かれた[113]。
- ナミビア：100万ドルの寄付を行うことを決めた[114]。
- ボツワナ：3月15日に支援を申し出[47]、100万プラの寄付を行うことを決めた[115]。
- ジンバブエ：3月16日に支援を申し出た[14]。
- ザンビア：4月20日に支援を申し出た[96]。
- モーリシャス、 アンゴラ、 レソト、 スワジランド、 マラウイ：哀悼と御見舞の意を表明した[32]。

### アフリカの組織
- アフリカ開発銀行 (AfDB) ：支援を表明している[45]。
- アラブ・マグレブ連合やアフリカ連合、東南部アフリカ市場共同体 (COMESA) といった機関も哀悼の意を寄せている。ジャン・ピンアフリカ連合委員長は「貴国の真のパートナーである同委員会は、日本国民の皆様を全面的に支援し共感します」と伝えた[32]。
- 在京アフリカ外交団 (ADC) は5月に予定されていたアフリカ・デーを中止し、その予算120万円を被災者のために寄付する事を決めた[116]。

## オセアニア

### 大陸部
- オーストラリア：ジュリア・ギラード首相は「心から哀悼の意を捧げる」と述べ、要請があれば医療チームや原子力専門家を派遣するなど追加支援の用意があるとし[117]、3月14日には救助隊75名、救助犬2匹が横田基地に到着し、宮城県南三陸町にて同月19日まで活動を行った[54][118]他、オーストラリア空軍の保有するC-174機中使用可能な3機を日本に派遣し輸送支援や緊急輸送を行った[119]。この活動にはパシフィック・アシスト作戦の名称が付けられ、2週間に23回の輸送支援を実施した[120]。また、同国政府より約8億円の義援金が贈られ[119]、民間からも数多くの支援活動が行われた[121]。

### ポリネシア
- ニュージーランド：ジョン・キー首相は、犠牲者に対する哀悼の意を示し、またカンタベリー地震での支援に感謝を述べ、恩返しの支援を行う準備があると述べた[122]。また、マカリー外相は「援助が必要だった時に日本は私たちを支えてくれた。我々の心は日本国民とともにある」と哀悼の意を表した[123]。3月13日には先遣隊7名、14日には本隊45名の救助隊が日本に到着、宮城県南三陸町にて同月18日まで救助活動を行った[54][118]。また、義捐金として100万ニュージーランド・ドルの提供を行った[124]。ニュージーランドでは、民間や自治体、企業からも数多くの支援活動が行われた[121]。
- トンガ：ジョージ・ツポウ国王、ラシケ国会議長が弔意のメッセージを、トゥイバカノ首相兼外務防衛及び情報通信大臣が菅直人総理大臣に対しお見舞いの書簡を贈るとともに、20万パアンガの寄付を行った[125]。トンガ政府はこの震災被害にもかかわらず、日本政府がトンガに対して支援の手を差し伸べていることに謝意を表明し、「草の根無償プロジェクト」という日本支援プロジェクトを締結し、民間から数多くの募金活動や支援イベントが開催された。また、同国人気歌手による支援曲の提供や、「トンガより愛をこめて」とパッケージされた里芋の被災地への供給が行われた[126]。
- サモア：トゥイラエパ・サイレレ・マリエレガオイ首相兼外貿易及び観光担当大臣より菅直人総理大臣に対しお見舞いの書簡を贈り、義捐金として10万ドルの寄付を行った[127]。大使館の呼びかけにより、サモア人のスポーツチームや選手、留学生が被災地を訪れ、慰問や支援活動を行った。日本クリケット協会が主催するチャリティーマッチにおいて、国際サモアクリケット協会とサモア国内ボランティア委員会が主催したチャリティーイベントにおいて、作成された被災者激励横断幕が掲げられた[128]。
- ツバル：イアコバ・イタレリ総督、ウィリー・テラヴィ首相は弔意と支援を表明し、1万8,000豪ドル（約150万円）の義援金を提供した[129]。また、ツバル赤十字が中心となり、ボランティアスタッフが空き缶を持ってツバル全土の家々を一軒ずつ周り、日本に向けた募金を募る活動が行われた[130]。
- キリバス：キリバス政府は支援を表明し、アノテ・トン大統領によるお見舞いの書簡と共に、5万豪ドル（約425万円）の義援金を提供した[131]。民間や企業からも、支援や応援メッセージが寄せられた。
- クック諸島：ヘンリー・プナ首相は、日本政府に対し、お見舞いならびに連帯の意を表明した。また、ラロトンガ島の老舗レストランバーで日本に向けたチャリティイベントが開催される等、民間での支援もあり、それらはクック諸島赤十字を通じて被災地に寄付された。

### ミクロネシア
- ミクロネシア連邦：マニー・モリ大統領、ロバート外相は、哀悼の意とともに日本政府に支援を表明した。ミクロネシア連邦からは連邦議会が義援金を赤十字社に寄付。また、学校や自治体といった民間の団体や、議会や政府、公社から、募金活動やチャリティーイベントなどで得た数多くの支援が行われ、日本大使館に支払われた[126]。
- マーシャル諸島：チューレラン・ゼドケア大統領は「深い悲しみと、深甚なる弔意を表したい」と哀悼の意を述べ、支援を表明した[45]。政府観光局やELEFAなどのNPO団体が中心となり、復興支援のためのチャリティーイベントが開催され、日の丸をアレンジしたイヤリングや髪飾りといった手工芸品が販売された[126]。
- パラオ：ジョンソン・トリビオン大統領は「パラオは持てる力の限り支援する意向である」と表明した[32]。パラオ16州の大酋長・酋長が日本大使館を訪問し、全員分の署名が入った弔意文を日本大使館に渡した。また、3月25日を「追悼の日」とし、以降5日間国内の旗を半旗とし、追悼の意を表明した[126]。日本政府は4月15日に東日本大震災への国際的支援に感謝する決議を採決したが、パラオの国名が抜けるという不手際があった[132]。
- ナウル：マーカス・スティーブン大統領はナウル国民を代表して被害者に対する弔意を表明し、民間からの励ましのメッセージがJICAへと送られた。

### メラネシア
- パプアニューギニア：マイケル・ソマレ首相は3月16日「日本が置かれている厳しい環境を我々は非常に心配しており、畏怖の念を抱いている」と表明し、支援を申し出た[47]。パプアニューギニア独立国政府は3月15日、義捐金1000万キナ（約3億2000万円）の寄付の申し出を行った[133]。その他、ゴロカ教育大学で情報管理部長の原田武彦が国内のローカルのFM放送番組で震災の被害を伝えたことがきっかけとなり、貧しい山間の村落から計2000万円以上の募金が集まった。活動には同大学の日本語学科らも協力して工事用のトロッコを募金箱に村々を訪問したという。また地元住民からは「水を送りたい」、「被災した子どもを受けとりたい」などの声が上がっている[134]。同国では民間から多くの義援金や募金活動、チャリティーイベントが行われた[126]。
- フィジー：バイニマラマ首相は3月19日に日本政府に協力して支援を行う準備があることを表明した[47]。フィジーでは主に学生や教員が中心となり、支援に向けたチャリティイベントや追悼礼拝が開催された[126]。
- ソロモン諸島：ダニー・フィリップ首相はソロモンも自然災害を受けやすい環境にあり、2007年には悲劇的被害を受けたことを述べ「ご胸中お察しいたします」との声明を明かし、支援を申し出た[47]。また、民間から多くの支援が寄せられた[135]。
- バヌアツ：アビル・カニアピン大統領ならびにキルマン首相は哀悼の意を表明し、バヌアツ政府は支援を表明した[32]。また、マグロはえ縄漁船船主グループなどの民間団体からも義援金が寄せられた[136]。

## 要人の被災地訪問
以下に、主な政治的海外要人（各国大臣級以上、ファーストレディ/ファーストハズバンド、国際機関の総裁、および王族）の被災地訪問を示す。「訪問地」は、被災地の視察目的に訪れた都市のこと。
海外要人の視察が多い訪問地は、
- 宮城県仙台市 ： 死者・行方不明者が約1000名、被害推計額が1兆3684億円[137]。外国人住民約1万人[138]。被災地における最大都市であり、国際貿易港の仙台塩釜港仙台港区を持つ。使用停止中の仙台市立荒浜小学校校舎屋上から民家が総て流された荒浜地区（深沼海岸）、および、直線距離約10kmにある仙台市都心部を眺められる（日和山 (仙台市) は海外要人の視察地になっていない）。
- 宮城県名取市 ： 死者・行方不明者が約1000名。津波で一時使用不能になった国際空港の仙台空港がある。被害が大きかった閖上地区には閖上漁港（第2種漁港）があり、日和山 (名取市) より地区全体、および、直線距離約12kmにある仙台市都心部を眺められる。
- 宮城県石巻市 ： 死者・行方不明者が市町村別では最も多い約4000名にのぼり、2番目に多い岩手県陸前高田市の2倍以上（参照）。日和山 (石巻市) より、被害が大きかった仙台塩釜港石巻港区や石巻漁港（特定第三種漁港）、津波火災に見舞われた門脇地区などを眺められる。
- 福島県福島市 ： 福島第一原発を監督する福島県知事がいる。
- 福島県相馬市 ： 福島市から国道115号を東に進み、浜通りに出たところにある。福島県庁から松川浦漁港（第3種漁港）まで約60kmの道程。

である。自国のレスキュー隊が展開した都市への訪問も見られる（オーストラリア、インドネシア、デンマークなど）。一方、岩手県内の被災地視察は圧倒的に少ない。
なお、宮城県内被災地を視察する場合、仙台市（県庁所在地）にいる宮城県知事等を表敬訪問したり、交通結節である仙台駅を経由したりすることが多いため、仙台近郊の被災地視察ではまとめて「仙台訪問」と報道される場合もあった。
| 訪問日 | 訪問日   | 訪問地           | 氏名                                 | 肩書                         | 備考 |
| ------ | -------- | ---------------- | ------------------------------------ | ---------------------------- | --- |
| 2011年 | 04月23日 | 宮城県南三陸町   | ジュリア・ギラード                   | オーストラリア首相           | 同伴：ティム・マシーソン |
| 2011年 | 05月21日 | 宮城県名取市     | 温家宝                               | 中国首相                     | 【首脳級】 第4回日中韓サミット（於：東京都）                                                                                   |
| 2011年 | 05月21日 | 福島県福島市     | 温家宝                               | 中国首相                     | 【首脳級】 第4回日中韓サミット（於：東京都）                                                                                   |
| 2011年 | 05月21日 | 宮城県名取市     | 李明博                               | 韓国大統領                   | 【首脳級】 第4回日中韓サミット（於：東京都）                                                                                   |
| 2011年 | 05月21日 | 宮城県多賀城市   | 李明博                               | 韓国大統領                   | 【首脳級】 第4回日中韓サミット（於：東京都）                                                                                   |
| 2011年 | 05月21日 | 福島県福島市     | 李明博                               | 韓国大統領                   | 【首脳級】 第4回日中韓サミット（於：東京都）                                                                                   |
| 2011年 | 06月03日 | 宮城県名取市     | ボグダン・ズドロイェフスキ           | ポーランド文化・国家遺産相   | |
| 2011年 | 06月11日 | 宮城県亘理町     | フォール・ニャシンベ                 | トーゴ大統領                 | |
| 2011年 | 06月14日 | 宮城県東松島市   | フレデリク                           | デンマーク王太子             | |
| 2011年 | 06月18日 | 宮城県気仙沼市   | スシロ・バンバン・ユドヨノ           | インドネシア大統領           | 同伴：夫人 |
| 2011年 | 07月15日 | 宮城県仙台市     | フレデリック・ミッテラン             | フランス文化相               | |
| 2011年 | 07月15日 | 宮城県名取市     | フレデリック・ミッテラン             | フランス文化相               | |
| 2011年 | 07月25日 | 福島県大熊町     | 天野之弥                             | 国際原子力機関事務局長       | 福島第一原子力発電所視察 |
| 2011年 | 08月01日 | 宮城県名取市     | トーンルン・シースリット             | ラオス副首相兼外相           | |
| 2011年 | 08月08日 | 福島県福島市     | 潘基文                               | 国際連合事務総長             | |
| 2011年 | 08月08日 | 福島県相馬市     | 潘基文                               | 国際連合事務総長             | |
| 2011年 | 08月21日 | 宮城県仙台市     | ティエリー・マリアニ                 | フランス運輸担当相           | |
| 2011年 | 08月23日 | 宮城県名取市     | ジョー・バイデン                     | 米国副大統領                 | |
| 2011年 | 08月23日 | 宮城県仙台市     | ジョー・バイデン                     | 米国副大統領                 | |
| 2011年 | 09月14日 | 宮城県仙台市     | ベルナール・アコワイエ               | フランス国民議会議長         | |
| 2011年 | 09月26日 | 宮城県石巻市     | ベニグノ・アキノ3世                  | フィリピン大統領             | |
| 2011年 | 09月30日 | 宮城県仙台市     | エド・ファスト                       | カナダ国際貿易相             | |
| 2011年 | 10月07日 | 宮城県岩沼市     | ムサリア・ムダバディ                 | ケニア副首相兼地方自治相     | |
| 2011年 | 10月18日 | 宮城県仙台市     | ウリ・ローゼンタール                 | オランダ外相                 | |
| 2011年 | 10月22日 | 宮城県石巻市     | フランソワ・フィヨン                 | フランス首相                 | |
| 2011年 | 10月25日 | 福島県いわき市   | クリスティアン・ヴルフ               | ドイツ連邦大統領             | |
| 2011年 | 11月03日 | 宮城県仙台市     | キャサリン・アシュトン               | EU外相                       | |
| 2011年 | 11月03日 | 宮城県松島町     | キャサリン・アシュトン               | EU外相                       | |
| 2011年 | 11月03日 | 宮城県東松島市   | キャサリン・アシュトン               | EU外相                       | |
| 2011年 | 11月18日 | 福島県相馬市     | ジグミ・ケサル・ナムゲル・ワンチュク | ブータン国王                 | 同伴：ジェツン・ペマ王妃 |
| 2012年 | 01月20日 | 宮城県仙台市     | ジョゼ・ラモス＝ホルタ               | 東ティモール大統領           | |
| 2012年 | 01月20日 | 宮城県名取市     | ジョゼ・ラモス＝ホルタ               | 東ティモール大統領           | |
| 2012年 | 03月07日 | 宮城県松島町     | ソルヴィタ・アーボルティニャ         | ラトビア国会議長             | |
| 2012年 | 03月08日 | 宮城県名取市     | インラック・シナワット               | タイ王国首相                 | |
| 2012年 | 03月24日 | 岩手県陸前高田市 | ムハンマド・カメル・アムル           | エジプト外相                 | |
| 2012年 | 03月26日 | 宮城県名取市     | スティーヴン・ハーパー               | カナダ首相                   | |
| 2012年 | 04月12日 | 宮城県名取市     | マフムード・アッバース               | パレスチナ自治政府大統領     | |
| 2012年 | 04月15日 | 岩手県一関市     | アンナ・コモロフスカ                 | ポーランド大統領夫人         | |
| 2012年 | 04月16日 | 宮城県気仙沼市   | アンナ・コモロフスカ                 | ポーランド大統領夫人         | |
| 2012年 | 05月24日 | 岩手県釜石市     | ラーイヤ・ビント・アル＝フセイン     | ヨルダン王国王女             | |
| 2012年 | 06月13日 | 宮城県東松島市   | マティルド・デュデケム・ダコ         | ベルギー王国皇太子妃         | |
| 2012年 | 06月26日 | 宮城県石巻市     | イヴァン・ガシュパロヴィッチ         | スロバキア大統領             | 同伴：夫人 |
| 2012年 | 07月01日 | 宮城県松島町     | 王金平                               | 中華民国立法院長             | 同行：李鴻鈞ほか29人 |
| 2012年 | 07月02日 | 宮城県仙台市     | 王金平                               | 中華民国立法院長             | 同行：李鴻鈞ほか29人 |
| 2012年 | 07月03日 | 宮城県南三陸町   | 王金平                               | 中華民国立法院長             | 同行：李鴻鈞ほか29人 |
| 2012年 | 07月03日 | 宮城県気仙沼市   | 王金平                               | 中華民国立法院長             | 同行：李鴻鈞ほか29人 |
| 2012年 | 07月04日 | 福島県福島市     | 王金平                               | 中華民国立法院長             | 同行：李鴻鈞ほか29人 |
| 2012年 | 07月04日 | 福島県相馬市     | 王金平                               | 中華民国立法院長             | 同行：李鴻鈞ほか29人 |
| 2012年 | 07月04日 | 岩手県平泉町     | 視察者の詳細不明                     |                              | 【閣僚級】 世界防災閣僚会議 in 東北（於：仙台市） 分科会：一関市、石巻市、福島市                                               |
| 2012年 | 07月04日 | 宮城県石巻市     | 視察者の詳細不明                     |                              | 【閣僚級】 世界防災閣僚会議 in 東北（於：仙台市） 分科会：一関市、石巻市、福島市                                               |
| 2012年 | 07月04日 | 福島県伊達市     | 視察者の詳細不明                     |                              | 【閣僚級】 世界防災閣僚会議 in 東北（於：仙台市） 分科会：一関市、石巻市、福島市                                               |
| 2012年 | 10月10日 | 宮城県仙台市     | クリスティーヌ・ラガルド             | 国際通貨基金専務理事         | 【閣僚級】 第67回国際通貨基金・世界銀行グループ年次総会（於：東京都） 特別イベント「防災と開発に関する仙台会合」（於：仙台市） |
| 2012年 | 10月10日 | 宮城県仙台市     | ジム・ヨン・キム                     | 世界銀行グループ総裁         | 【閣僚級】 第67回国際通貨基金・世界銀行グループ年次総会（於：東京都） 特別イベント「防災と開発に関する仙台会合」（於：仙台市） |
| 2012年 | 10月10日 | 宮城県仙台市     | 黒田東彦                             | アジア開発銀行総裁           | 【閣僚級】 第67回国際通貨基金・世界銀行グループ年次総会（於：東京都） 特別イベント「防災と開発に関する仙台会合」（於：仙台市） |
| 2012年 | 10月10日 | 宮城県仙台市     | テイマ・オノリオ                     | キリバス副大統領             | 【閣僚級】 第67回国際通貨基金・世界銀行グループ年次総会（於：東京都） 特別イベント「防災と開発に関する仙台会合」（於：仙台市） |
| 2012年 | 10月10日 | 宮城県仙台市     | イリアス・ムサ・デワレ               | ジブチ経済金融相             | 【閣僚級】 第67回国際通貨基金・世界銀行グループ年次総会（於：東京都） 特別イベント「防災と開発に関する仙台会合」（於：仙台市） |
| 2012年 | 10月10日 | 宮城県仙台市     | モハメッド・ナジブ・ブリフ           | モロッコ首相付特命相         | 【閣僚級】 第67回国際通貨基金・世界銀行グループ年次総会（於：東京都） 特別イベント「防災と開発に関する仙台会合」（於：仙台市） |
| 2012年 | 10月24日 | 宮城県東松島市   | ヴィリー・ソウンダール               | デンマーク外相               | |
| 2012年 | 10月24日 | 宮城県東松島市   | マーティン・リデゴー                 | デンマーク気候・エネ・建築相 | |
| 2012年 | 10月24日 | 福島県福島市     | マーティン・リデゴー                 | デンマーク気候・エネ・建築相 | |
| 2012年 | 12月14日 | 福島県郡山市     | 視察者の詳細不明                     |                              | 【閣僚級】 原子力安全に関する福島閣僚会議（於：郡山市）                                                                        |
| 2012年 | 12月14日 | 福島県福島市     | 視察者の詳細不明                     |                              | 【閣僚級】 原子力安全に関する福島閣僚会議（於：郡山市）                                                                        |
| 2012年 | 12月14日 | 福島県会津若松市 | 視察者の詳細不明                     |                              | 【閣僚級】 原子力安全に関する福島閣僚会議（於：郡山市）                                                                        |
| 2012年 | 12月14日 | 福島県いわき市   | 視察者の詳細不明                     |                              | 【閣僚級】 原子力安全に関する福島閣僚会議（於：郡山市）                                                                        |
| 2012年 | 12月14日 | 福島県大熊町     | 天野之弥                             | 国際原子力機関事務局長       | 福島第一原子力発電所視察 |
| 2013年 | 06月04日 | 福島県相馬市     | モツォアハエ・トーマス・タバネ       | レソト王国首相               | |
| 2013年 | 06月04日 | 宮城県仙台市     | モツォアハエ・トーマス・タバネ       | レソト王国首相               | |
| 2015年 | 02月28日 | 福島県本宮市     | ウィリアム                           | 英国王子                     | |
| 2015年 | 02月28日 | 福島県郡山市     | ウィリアム                           | 英国王子                     | |
| 2015年 | 03月01日 | 宮城県石巻市     | ウィリアム                           | 英国王子                     | |
| 2015年 | 03月01日 | 宮城県女川町     | ウィリアム                           | 英国王子                     | |
| 2015年 | 03月15日 | 宮城県仙台市     | 潘基文                               | 国際連合事務総長             | 【首脳級】 第3回国連防災世界会議（於：仙台市）                                                                                 |
| 2015年 | 03月16日 | 宮城県仙台市     | マルグリット・フランチェスカ         | オランダ王女                 | 【首脳級】 第3回国連防災世界会議（於：仙台市）                                                                                 |
| 2015年 | 03月16日 | 宮城県仙台市     | リリアンヌ・プルメン                 | オランダ外貿・開発協力相     | 【首脳級】 第3回国連防災世界会議（於：仙台市）                                                                                 |
| 2015年 | 03月16日 | 宮城県仙台市     | ロヘリオ・シンソン                   | フィリピン公共事業道路相     | 【首脳級】 第3回国連防災世界会議（於：仙台市）                                                                                 |
| 2015年 | 03月16日 | 宮城県仙台市     | コラソン・ソリマン                   | フィリピン社会福祉開発相     | 【首脳級】 第3回国連防災世界会議（於：仙台市）                                                                                 |
| 2015年 | 03月16日 | 宮城県南三陸町   | マイケル・キーナン                   | オーストラリア法相           | 【首脳級】 第3回国連防災世界会議（於：仙台市）                                                                                 |
| 2015年 | 03月18日 | 岩手県遠野市     | マニー・モリ                         | ミクロネシア連邦大統領       | 【首脳級】 第3回国連防災世界会議（於：仙台市）                                                                                 |
| 2015年 | 03月18日 | 岩手県釜石市     | マニー・モリ                         | ミクロネシア連邦大統領       | 【首脳級】 第3回国連防災世界会議（於：仙台市）                                                                                 |

経済的海外要人の被災地訪問としては、2011年（平成23年）11月7日に宮城県仙台市・東松島市・石巻市を訪れたデービッド・ロックフェラー・ジュニア（ロックフェラー財団会長）夫妻、同年11月21日に福島県いわき市のタンガロイ新工場を訪れたウォーレン・バフェット（投資家）などの例がある。

## その他

### セブン-イレブン募金
セブン-イレブンは国内外で店頭募金を募っていたが、この内、海外店舗11カ国からの募金は下記のとおりとなっている。
- アメリカ・カナダ、6,636店舗、6,534万円
- ハワイ、54店舗、418万円
- マレーシア、1,235店舗、528万円
- フィリピン、577店舗、30万円
- 香港、949店舗、1,188万円
- メキシコ、1,240店舗、387万円
- 台湾、4,753店舗、3億368万円
- タイ、5,962店舗、1,600万円
- シンガポール、550店舗、1,127万円
- インドネシア、27店舗、293万円
- 韓国、3,404店舗、74万円

合計、25,387店舗、約4億2,551万円。

### F1世界選手権

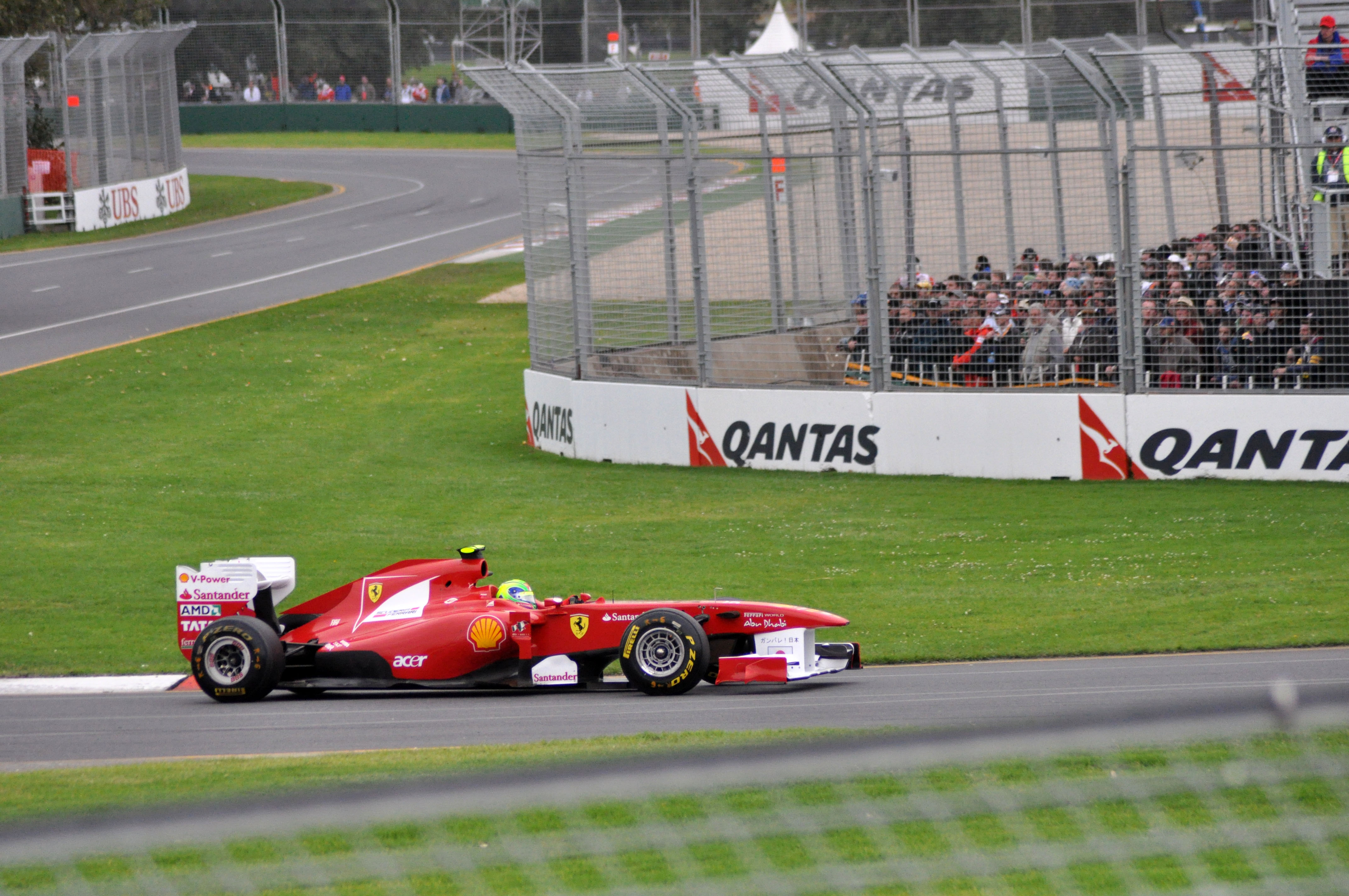
フェラーリ・150°イタリアを駆るフェリペ・マッサのマシンのフロントウィング支持部に書かれた日の丸とメッセージ

3月11日に日本で発生した東北地方太平洋沖地震の被災者を応援するために、出走する全てのチームのマシンやドライバーのヘルメットなどに被災者に向けたメッセージや日の丸が描かれた。また、これらのドライバーやチームの多くがビデオメッセージなどで被災者を応援するメッセージを送った。これらのメッセージは通常は広告枠として販売されている場所に記され、それらを広告費に換算すると数億円になると言われている。
例としてスクーデリア・フェラーリは、フロントウイング支持板部分に、フェラーリ・ジャパンの日本人社員により急きょ作られた日本国旗と「ガンバレ!日本」というメッセージを記して予選、決勝を通して走行させた他、アロンソとマッサの両ドライバーがウェブサイトを通じて被災者を激励するメッセージを送った。なおこれは、史上初めてフェラーリのF1マシンに書かれた日本国旗となった。
またヴァージン・レーシングのリザーブ・ドライバーの山本左近は、全チームとドライバーによる被災者に向けたメッセージの翻訳と取りまとめを行ったほか、FIAとFOAの協力の元レース前に全ドライバーと関係者が黙とうを行うなど、関係者が一致団結して被災者を支援するメッセージを送った。